# Christian August (Pfalz-Sulzbach)

Pfalzgraf Christian August von Pfalz-Sulzbach mit Marschallstab. Rechts unten das Wappen von Pfalz-Sulzbach

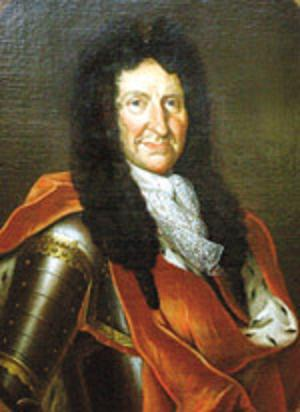
Christian August von Pfalz-Sulzbach

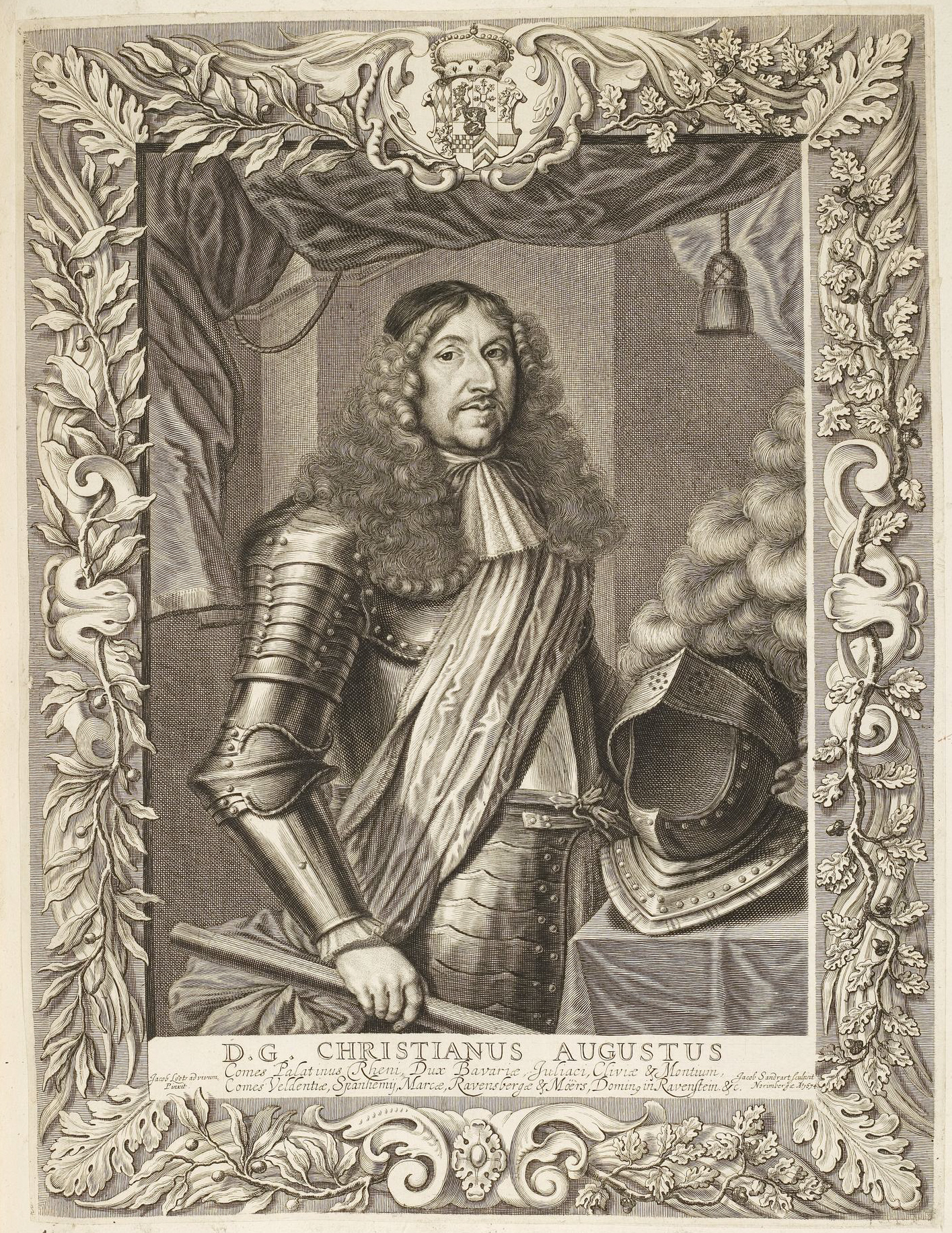
Christian August von Pfalz-Sulzbach (Stich von 1674)

Christian August (* 26. Juli 1622 in Sulzbach, Oberpfalz; † 23. April 1708 ebenda) war ein wittelsbacher Fürst, Pfalzgraf und erster Herzog von Pfalz-Sulzbach.

## Leben
Christian August war der älteste Sohn des Pfalzgrafen und Herzogs August von Sulzbach (1582–1632) aus dessen Ehe mit Hedwig (1603–1657), Tochter des Herzogs Johann Adolf von Schleswig-Holstein-Gottorf.
Sein Vater traf frühzeitig Vorkehrungen für eine lutherisch und humanistisch geprägte Ausbildung seines Sohnes, indem er bereits 1628 durch den schlesischen Adeligen Peter von Sebottendorf einen Erziehungs- und Lehrplan anfertigen ließ. Darin war die Lektüre des Alten und Neuen Testamentes in französischer Sprache vorgesehen. Latein sollte er anhand der Apophthegma des Erasmus von Rotterdam und der Schriften des spanischen Humanisten Juan Luis Vives erlernen. Des Weiteren benutzte Sebottendorf die Schriften des Staatstheoretikers Giovanni Botero, des Historikers Francesco Giucciardini und des flämischen Humanisten Justus Lipsius.
Am 15. Januar 1656 kam es zum Neuburger Hauptvergleich. Damit entstand das Herzogtum Neuburg-Sulzbach als ein selbständiges, reichsunmittelbares Fürstentum und zugleich als letztes der Wittelsbacher Fürstentümer. Es umfasste das Landgericht Sulzbach mit der Herrschaft Breitenstein, die neuburgische Hälfte am Gemeinschaftsamt Parkstein-Weiden und das Pflegamt Floß mit dem Gericht Vohenstrauß. Es hatte aber nie einen Sitz im Fürstenkolleg, da keine offizielle Reichsbelehnung erfolgt war.
Im Zuge des Neuburger Hauptvergleichs war der Herzog 1656 auch zur katholischen Kirche konvertiert, und er stiftete aus diesem Anlass die St.-Anna-Wallfahrtskirche bei Sulzbach. Unter seiner Regentschaft wurde nun die Regelung, dass die Untertanen die Konfession ihrer Regenten haben sollen, aufgehoben und das Simultaneum eingeführt. Die alte Regelung hatte vorher zur Folge, dass die Sulzbacher Bevölkerung siebenmal die Konfession wechseln musste.
Christian August war ein toleranter Herrscher. Er erlaubte 1666 die Ansiedlung von Juden. Unter seiner Regentschaft wurde Sulzbach zu einem geistigen Zentrum. Es entstanden überregional bedeutende Buchdruckereien. Vor allem gilt er als der Initiator des Sulzbacher Musenhofes, in dessen Mittelpunkt Christian Knorr von Rosenroth stand und den er mit dessen Berufung um 1670 etablierte.
Das Gymnasium in seinem Heimatort Sulzbach-Rosenberg trägt seit 1985 mit Herzog-Christian-August-Gymnasium seinen Namen.

## Nachkommen
Am 3. April 1649 heiratete er in Stockholm Amalie (1615–1669), Tochter des Grafen Johann VII. von Nassau-Siegen und Witwe von Hermann von Wrangel. Wie ihr Gatte konvertierte auch sie zur katholischen Kirche und das Paar hatte folgende Kinder:
- Hedwig (1650–1681)

⚭ 1. 1665 Erzherzog Sigismund Franz von Österreich (1630–1665)
⚭ 2. 1668 Herzog Julius Franz von Sachsen-Lauenburg (1641–1689)
- Amalia Sophia Maria Therese (1651–1721), Nonne in Köln, Kloster St. Maria in der Kupfergasse
- Johann August Hiel (1654–1658)
- Christian Alexander Ferdinand (1656–1657)
- Theodor Eustach (1659–1732), Pfalzgraf und Herzog von Sulzbach

⚭ 1692 Prinzessin Marie Eleonore von Hessen-Rheinfels-Rotenburg (1675–1720)